# Mycetophila catharinae
Mycetophila catharinae är en tvåvingeart som beskrevs av Edwards 1932. Mycetophila catharinae ingår i släktet Mycetophila och familjen svampmyggor. Inga underarter finns listade i Catalogue of Life.